# Rougemont Castle

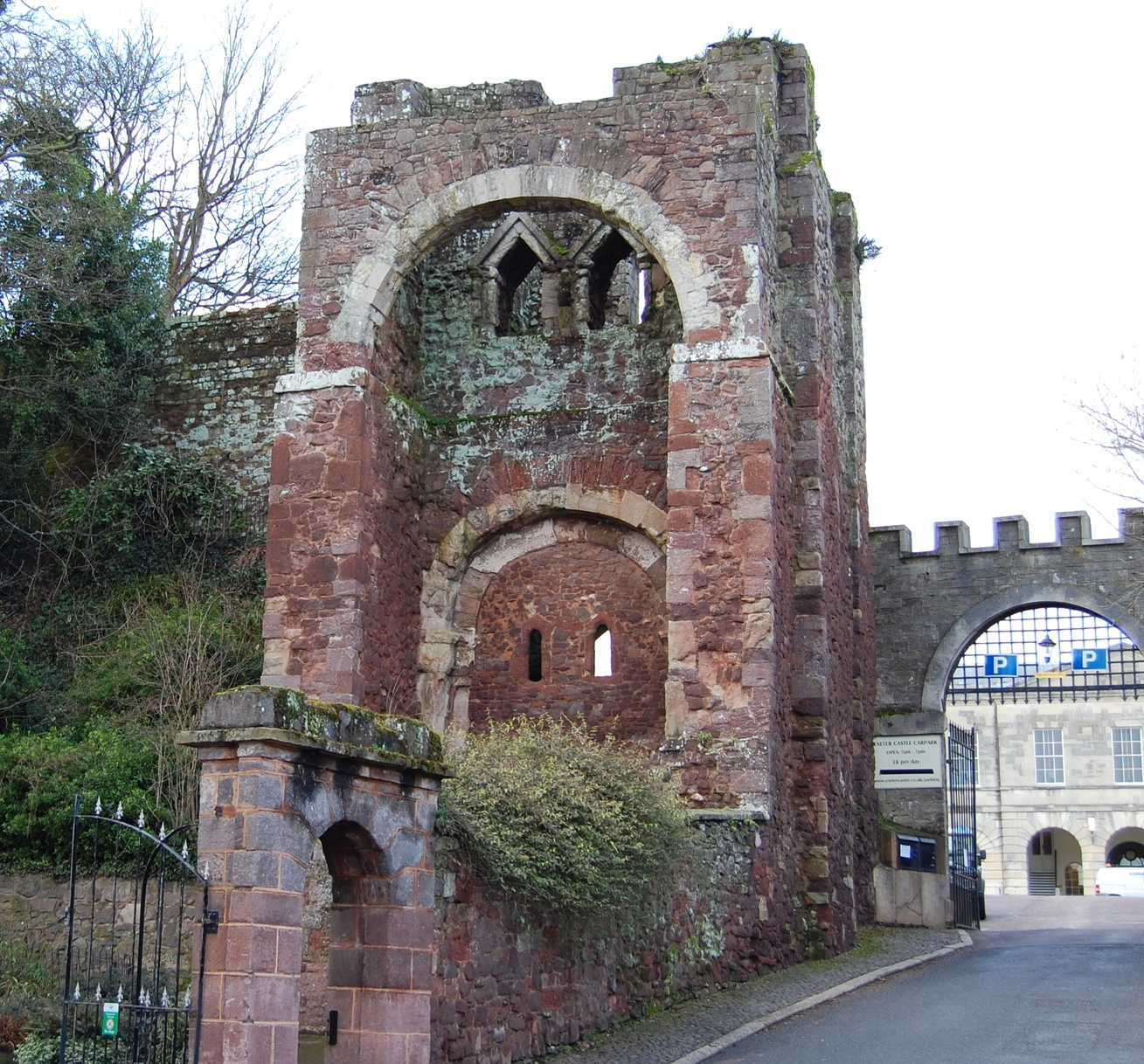
Das frühe normannische Torhaus von Rougemont Castle. Die später entstandenen Gebäude um den Burghof liegen im Hintergrund.

Rougemont Castle, auch Exeter Castle, ist eine Burg in der Stadt Exeter in der englischen Grafschaft Devon. Sie wurde in die Nordecke der römischen Stadtmauer eingebaut. Ihr Bau begann im oder um das Jahr 1068 nach der Rebellion von Exeter gegen Wilhelm den Eroberer. 1136 wurde sie drei Monate lang von König Stephans Truppen belagert. Eine Vorburg, von der heute nur noch wenig erhalten ist, wurde im Verlauf des 12. Jahrhunderts hinzugefügt.
Die Burg wird in Shakespeares Theaterstück Richard III. in Zusammenhang mit dem Besuch ebendieses Königs in Exeter 1483 erwähnt. Devons Grafschaftsgericht residierte in der Burg spätestens ab 1607, und den drei Hexen von Devon – den letzten Bürgern Englands, die wegen Hexerei hingerichtet wurden – wurde hier in den 1680er-Jahren der Prozess gemacht.
Alle Gebäude innerhalb der Burgmauern wurden in den 1770er-Jahren abgerissen, um Platz für das neue Gerichtsgebäude zu schaffen, an das 1895 und 1905 weitere Flügel angebaut wurden. Wegen ihrer Funktion als Gerichtsgebäude war das Innere der Burg für die Öffentlichkeit nicht zugänglich, bis das Gericht 2004 an einen anderen Standort umzog. Das gesamte Anwesen wurde an einen Bauunternehmer verkauft, dessen erklärtes Ziel es ist, es in „einen Covent Garden im Südwesten“ umzuwandeln.
Die Burg ist nach dem roten Gestein benannt, das man im Hügel gefunden hat und das für den Bau der ursprünglichen Gebäude verwendet wurde. Der wichtigste bis heute erhaltene Teil davon ist das normannische Torhaus. Es wird auf drei Seiten von den Rougemont Gardens und den Northernhay Gardens umschlossen. Dies sind öffentliche Parks, die heute von der Stadtverwaltung von Exeter unterhalten werden.

## Bau und frühe Geschichte

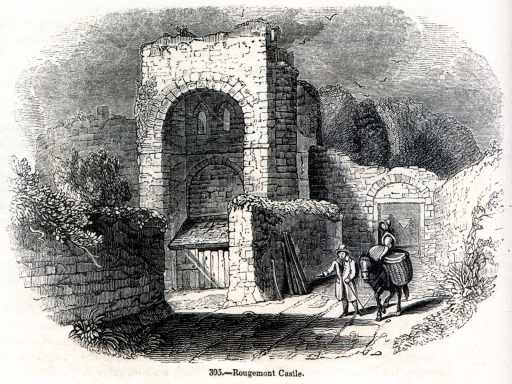
Eine Gravierung aus dem 19. Jahrhundert in Charles Knights Buch Old England: A Pictorial Museum von 1845 zeigt Rougemont Castle.

Nach der normannischen Eroberung Englands 1066 lebte Gytha Thorkelsdóttir, die Mutter des besiegten Königs Harald, in Exeter und dies mag dazu geführt haben, dass die Stadt zu einem Zentrum des Widerstandes gegen Wilhelm den Eroberer wurde. Ein weiterer Grund für die Unzufriedenheit könnte Wilhelms Forderung gewesen sein, den traditionellen jährlichen Tribut der Stadt von 18 Pfund anzuheben. Nachdem die Bürger von Exeter Wilhelms Wunsch, dass sie einen Treueeid auf ihn schwören sollten, abgelehnt hatten, marschierte er mit seinen Truppen vor die Tore der Stadt und belagerte sie 18 Tage lang, bis sie kapitulierte.
Die Bürger von Exeter hatten Wilhelms Belagerung dank der Stadtmauer trotzen können, die zunächst von den Römern errichtet und dann um 928 von König Æthelstan umfangreich instand gesetzt wurde. Obwohl die Belagerung mit der Aufgabe der Stadt endete, ordnete Wilhelm an, dass eine Burg innerhalb ihrer Mauern gebaut würde, um seine Position zu sichern. Der dafür ausgewählte Platz war der höchste Punkt der Stadtmauer, in ihrem nördlichen Winkel auf einem Vulkanfelsen.
Den Bau der Burg überließ König Wilhelm Baldwin FitzGilbert, dem unter anderen Ehren die Ernennung zum Kastellan zuteilwurde. Es wurden ein tiefer Burggraben und ein innerer Wall zwischen den nordwestlichen und den nordöstlichen Abschnitten der Stadtmauer gebaut, sodass sich ein nahezu quadratisches, eingefriedetes Gelände mit einer Seitenlänge von etwa 182 Metern ergab. Das Domesday Book von 1086 berichtet, dass 48 Häuser in Exeter zerstört wurden, seit der König nach England kam – dies wurde von Historikern so interpretiert, dass viele Häuser an dieser Stelle für die neue Burg abgerissen wurden. Ein großes steinernes Torhaus, das bis heute erhalten ist, wurde an den Burggraben auf der Südseite der Einfriedung gebaut. Es zeigt Elemente der angelsächsischen Architektur, wie zum Beispiel lange und kurze Ecken und Fenster mit doppelt-dreieckigen Stürzen, was darauf hindeutet, dass es sehr früh von angelsächsischen Bauleuten auf Geheiß der Normannen errichtet wurde. In dieser frühen Phase war auf dem Wall vermutlich eine Palanke angebracht, wenn auch bald zwei Ecktürmchen an den Stellen errichtet wurden, wo der Wall auf die Stadtmauer traf, von denen es den westlichen – oftmals fälschlicherweise „Æthelstan’s Tower“ genannt – noch gibt. Die Palanke wurde bald durch eine gemauerte Kurtine ersetzt. Die Reste dieser Mauer zeigen, dass sie in die restaurierte Stadtmauer eingebunden war, nicht aber ins Torhaus, was darauf hinweist, dass sie von ersterer zu letzterem hin gebaut wurde. Eine weitere frühe Erweiterung war der Bau einer schützenden Barbakane über die Stadtseite der Zugbrücke. Es gibt Beweise dafür, dass die Burg angegriffen wurde, bevor sie fertiggestellt war. Die Beweise sind sowohl physisch – in Form von Reparaturstellen am Æthelstan’s Tower – als auch dokumentarisch – in Form eines Berichtes von Ordericus Vitalis über einen Angriff auf Exeter im Jahre 1069.
Anfang des 12. Jahrhunderts wurde eine der Hl. Maria geweihte Kapelle innerhalb der Burgmauern errichtet. Sie hatte vier Pfründen und soll von William de Avenell, einem Sohn des Burgenbauers Baldwin FitzGilbert, gebaut worden sein; de Avenell gründete auch eine Priorei im nahegelegenen Cowick (einem Vorort von Exeter).

## Die Belagerung von 1136 und spätere Geschichte
1136 nahm Baldwin de Redvers die Burg im Zuge seiner Rebellion gegen König Stephan ein. Obwohl Stephans Armee schnell herzog, um die Burg zu belagern, gelang es Redvers doch, drei Monate lang der Belagerung zu widerstehen, bis die Wasserversorgung, die durch einen Brunnen und vermutlich auch durch eine Regenwasserzisterne gewährleistet wurde, zusammenbrach. Es ist möglich, dass heute ein östlicher Turm als Gegenstück zum Æthelstan Tower nicht mehr existiert, weil er bei der damaligen Belagerung unterminiert wurde. Die Entdeckung eines kurzen Stückes eines grob gebauten Tunnels zu diesem Teil der Burgmauer um das Jahr 1930 bringt man mit diesem Ereignis in Verbindung. Es ist ebenso wahrscheinlich, dass die Barbakane damals eingenommen und zerstört wurde.
Auf einem Hügel nördlich der Burg liegt ein kleines, kreisrundes Erdwerk. Es wird heute Danes Castle genannt, aber vom 12. bis zum 16. Jahrhundert hieß es New Castle. Man dachte, es wäre als Außenwerk von Rougemont Castle gedacht gewesen, das zur Verteidigung seiner Nordseite gebaut wurde, aber nach den Ausgrabungen von 1992 meint man nun, es sei von Stephans Armee während der Belagerung gebaut worden.
Nach dem Angriff von Stephans Truppen zeigte sich, dass die fortschreitende Technologie von Belagerungsgerät den Bau einer Vorburg im 12. Jahrhundert beflügelte. Diese bestand aus Mauer und einem außen liegenden Burggraben, der von der östlichen Stadtmauer an der Nordseite von Bailey Street entlanglief – wo der einzige bis heute erhaltene Abschnitt der Mauer liegt – bis zur westlichen Stadtmauer in der Nähe des heutigen Stadtmuseums, wo Teile des verfüllten Grabens während der Restaurierungsarbeiten im Jahre 2009 entdeckt wurden.

Richmond! When last I was at Exeter,
The mayor in courtesy show’d me the castle,
And call’d it Rougemont: at which name I started,
Because a bard of Ireland told me once
I should not live long after I saw Richmond.

 (dt.: Richmond! Als ich zuletzt in Exeter war,
 Zeigte mir der Bürgermeister aus Höflichkeit die Burg,
Und nannte sie Rougemont: Der Name, mit dem ich begann,
Weil ein Barde aus Irland mir einst erzählte,
Ich sollte nicht mehr lang leben, nachdem ich Richmond gesehen hätte.)

Quelle: Richard III. von Shakespeare

Die Burg wurde bis zum Anfang des 14. Jahrhunderts weiterhin von Zeit zu Zeit repariert; die letzte dokumentierte Reparatur der Verteidigungseinrichtungen fand 1352 statt. Ab etwa 1500 wurde der ursprüngliche Torweg nicht mehr genutzt, der Eingang verschlossen und ein anschließender Bogendurchgang gebaut. In der äußersten nördlichen Ecke der Burg gab es ein Ausfalltor unter einem großen Turm und eine Zugbrücke über den Burggraben außerhalb der Burgmauer. Diese wurden 1774 abgerissen und heute ist davon keine Spur mehr zu finden.
Auch wenn die Burg stets offiziell „Exeter Castle“ hieß, so tauchte doch der üblichere Name „Rougemont Castle“ erstmals 1250 in einer örtlichen Aufzeichnung auf. Er bezieht sich auf die rote Farbe des Felsens am Hügel und die Farbe der Mauern, die aus diesen Felsen gebaut wurden. König Richard III. besuchte Exeter 1483 und in Shakespeares Richard III. lässt der Barde den König an die Vorahnung seines Todes erinnern, als ihm die Burg gezeigt wird und der „Rougemont“ mit „Richmond“ verwechselt. Die Burg soll während des zweiten cornischen Aufstandes von 1497 stark beschädigt worden sein, als Perkin Warbeck und 6000 Cornishmen in die Stadt einfielen, und um 1600 hieß es, sie zeige „klaffende Risse und eine ältliche Verfassung“.

## 17. bis 20. Jahrhundert

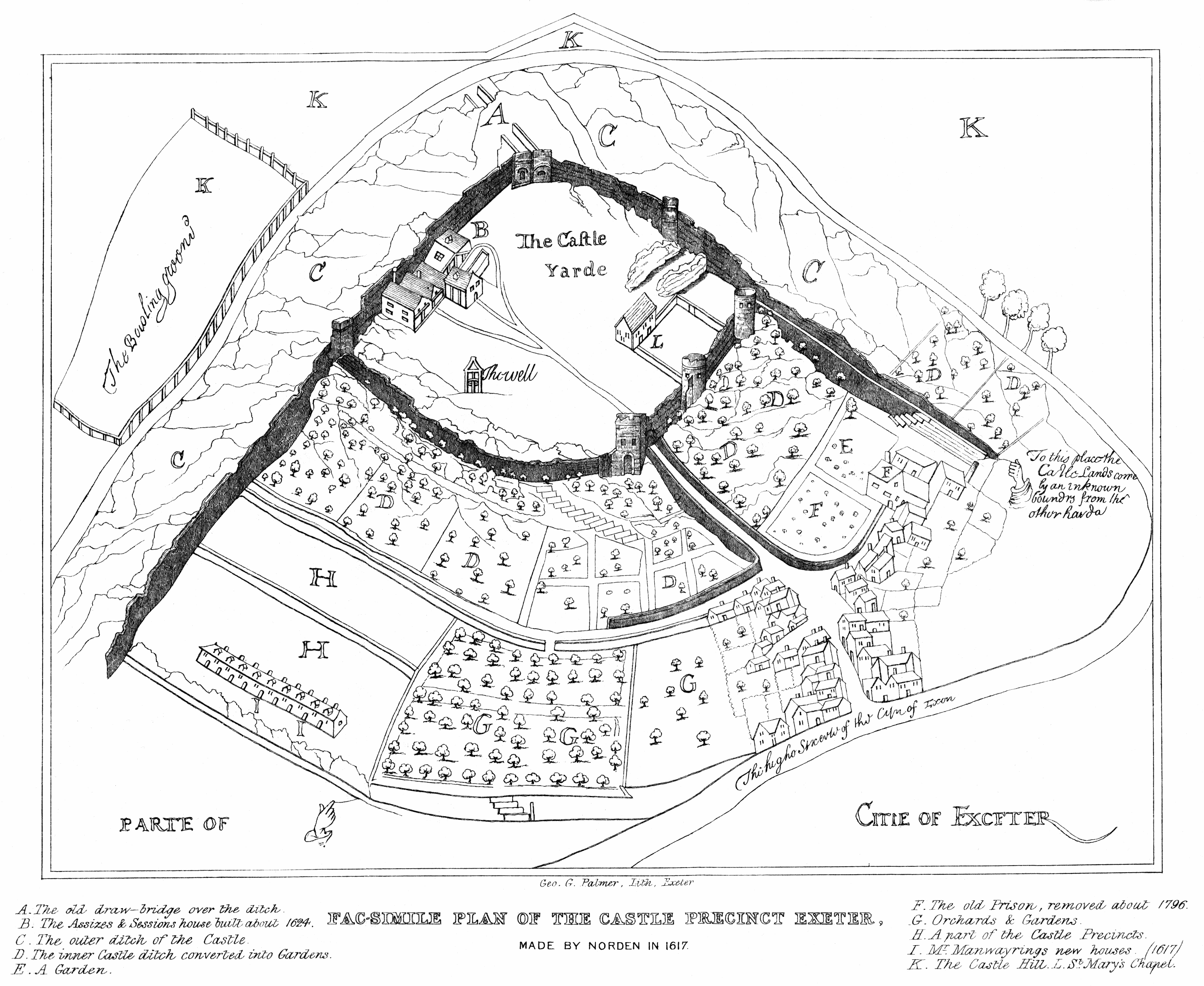
John Nordens Grundriss der Burg von 1617, zitiert von George Oliver

1607 wurde ein Gerichtsgebäude innerhalb der Burgmauern errichtet und 1682 und 1685 wurde hier den vier „Hexen von Devon“ der Prozess gemacht, bevor sie in Heavitree hingerichtet wurden. Sie waren die letzten Delinquenten in England, die wegen Hexerei hingerichtet wurden; eine Tafel in der Nähe des Torhauses erinnert an diese Ereignisse. Der bekannte Kartograph und Choreograph John Norden erstellte 1617 einen Grundriss der Burg und ihrer Umgebung. Sie zeigt unter anderem das erst kürzlich errichtete Gerichtsgebäude, die Kapelle, die Stelle des Ziehbrunnens, das nördliche Ausfalltor und vermutlich auch die zerstörten Mauern eines rechteckigen Donjons an der nordöstlichen Burgmauer.
Die Burg spielte im englischen Bürgerkrieg keine entscheidende Rolle, wenn auch das Parlament 1642 der Stadt Exeter erlaubte, 300 Pfund öffentlicher Gelder zur Befestigung der Stadt und zur Reparatur der Burg zu verwenden. Trotz der mindestens vier Artilleriebatterien auf der Burg fiel die Stadt 1643 an die Royalisten und dann 1646 wieder an die Parlamentaristen. Im Krieg diente das Torhaus zeitweise als Gefängnis.
1773 wurden alle Gebäude innerhalb der Burgmauern abgerissen und durch ein Gerichtsgebäude aus Kalkstein im palladianischen Stil ersetzt. Der örtliche Architekt Philip Stowey hatte es entworfen und James Wyatt hatte den Entwurf korrigiert. Damals wurde auch das Eingangstor vom Anfang des 16. Jahrhunderts durch ein neues ersetzt, das aus verbessertem Stein erbaut wurde und ein vorgetäuschtes Fallgatter besaß. Dieses Tor erfüllt seinen Zweck bis heute. Die Gerichtsgebäude wurden 1895 nach Westen erweitert, wodurch Büros für das neue Grafschaftsgericht geschaffen wurden. 1905 wurde ein weiterer, neupalladianistischer Flügel in Osten angefügt.
Ein Abschnitt der Burgmauer zwischen dem Torhaus und der östlichen Stadtmauer drohte 1891 einzustürzen, und trotz Reparaturversuchen stürzte er im Oktober desselben Jahres auch ein. Der baufällige Teil der Mauer war der um den runden Turm auf Nordens Grundriss von 1617. Man spekulierte, dass nach Abriss dieses Turmes (zu einem unbekannten Zeitpunkt) die Mauer mit Mauerwerk minderer Qualität wieder geschlossen worden war. Nach dem Abriss der Marienkapelle und der anderen Gebäude Ende des 18. Jahrhunderts baute man ein Pförtnerhaus in der Nähe des neuen Burgeingangs. Dieses Pförtnerhaus war durch die unsichere Burgmauer bedroht, und während der Reparaturarbeiten an der Mauer förderten Ausgrabungen in seinem Boden etliche Skelette zu Tage, von denen man annahm, dass sie um die Kapelle herum begraben worden waren. Thomas Westcote schrieb um 1630, dass die Kapelle „ruinös“ gewesen sei, und in einem Dokument von 1639 ist erwähnt, dass Bischof Joseph Hall gebeten wurde, die Umgebung der Kapelle „für die Beerdigung der Gefängnisinsassen, die im Gefängnis sterben“, auszuweisen.
Andere bemerkenswerte Vorkommnisse in der Burg waren zum Beispiel der erste Aufstieg mit einem Heißluftballon in Exeter durch einen gewissen Monsieur St. Croix aus dem Burghof im Juni 1786 und am 15. Mai 1832 die erste jährliche Ausstellung der Devon Agricultural Society.

## 21. Jahrhundert

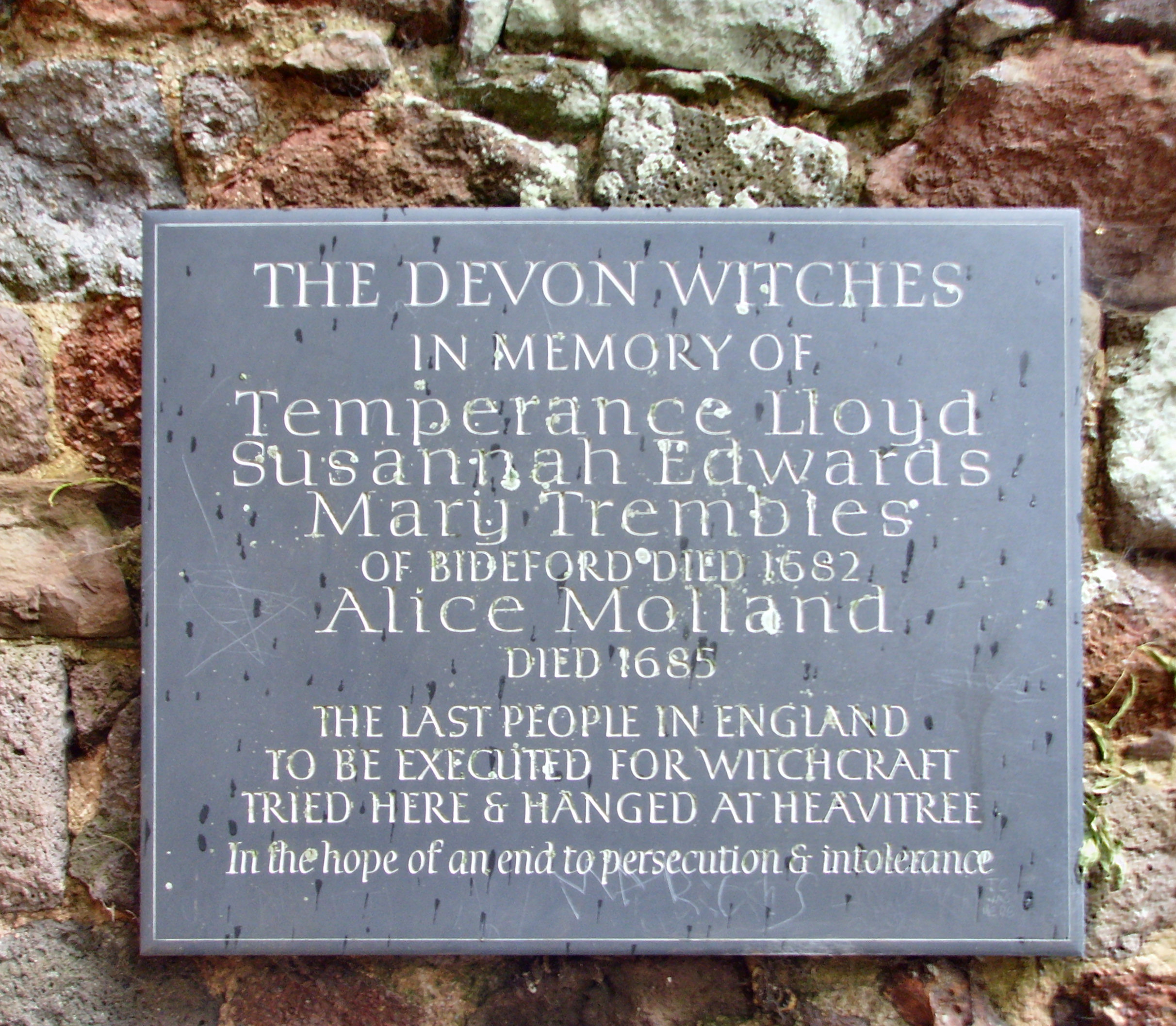
Die Tafel an der Burgmauer, die an die Hinrichtungen der Hexen von Devon in den 1680er-Jahren erinnert

Bis 2003 blieben die intakten georgianischen Gebäude der Burg Sitz königlicher Macht in der Grafschaft und beherbergten das königliche Gericht von Exeter und das Grafschaftsgericht. Daher war die Burg einer der am wenigsten bekannten und am schlechtesten zugänglichen Orte der Stadt und nur wenige Bewohner hatten ihren Fuß je jenseits des Eingangstores gesetzt; nie war die Burg für Touristen zugänglich. Aber Zugangsschwierigkeiten für Behinderte zum steilen Burggelände wurden dann zu einem großen Problem und so wurde 2004 ein neues Gerichtsgebäude im neuen Gerichtsbezirk von Exeter errichtet. Nachdem es der Stadtverwaltung von Exeter nicht gelungen war, das Anwesen zu kaufen, verkaufte es die königliche Gerichtsverwaltung Anfang 2007 an GL50 Properties, deren Geschäftsführer sagte: „Rougemont Castle ist ein erstaunliches Gebäude, das wir in einen Covent Garden des englischen Südwestens verwandeln werden.“
Heute ist die Burg als Scheduled Monument vor Veränderung geschützt und ihre wichtigsten Teile wurden von English Heritage als historische Gebäude I. oder II*. Grades gelistet. Ein Standbild, das E. B. Stevens 1863 von Hugh Fortescue, 1. Earl Fortescue, schuf, steht im Burghof: Es gilt als Denkmal II. Grades. Als zuständige Planungsstelle hat die Stadtverwaltung von Exeter ihr Interesse an der Zukunft der Burg bekundet. Sie drückte ihre Ansicht aus, dass die Burg, wie auch immer sie künftig genutzt würde, für die Öffentlichkeit in vernünftigem Rahmen zugänglich und als Schlüsselelement in das kulturelle Viertel der Stadt integriert sein sollte. Die geschichtliche Bedeutung und Qualität des Anwesens und der Gebäude sollte respektiert werden und mindestens das beeindruckende Gerichtsgebäude sollte für öffentliche Veranstaltungen zur Verfügung stehen, auch wenn die Gebäude wirtschaftlicher Nutzung zugeführt würden. Als Beispiel für die neue Nutzung gab die Band Coldplay im Dezember 2009 während ihrer Viva-la-Vida-Tour ein Benefizkonzert im Burghof.
2011 wurde der frühere Gerichtssaal 1 als „The Ballroom“ mit seinen Bogenfenstern bis zum Boden wiedereröffnet. Die Toiletten wurden in die früheren Gefängniszellen eingebaut. Der Gerichtssaal 2 wurde als „The Gallery“ mit 150 m² Fläche eröffnet. Dazu wurden 12 neue Appartements innerhalb der Burgmauern eingerichtet.